# Nārāyaṇa Bhaṭṭa
Nārāyaṇa Bhaṭṭa de Melputtūr est un écrivain de langue sanskrite du sud de l'Inde, né en 1560, mort vers 1645.
Il est l'auteur en 1586 du Nārāyaṇīya, un poème adressé au dieu Kṛṣṇa de Guruvāyūr, ainsi que d'une vingtaine de livrets de théâtre (Prabhanda), de quatre panégyriques des rois du Kerala, d'ouvrages de grammaire et d'herméneutique.
Nārāyaṇa Bhaṭṭa se retire à la fin de sa vie à Mūkkola (actuelle Mūkkuthala, dans le district de Malappuram), au sud du Malabar. Il y compose un hommage à la déesse de ce village, Śrīpādasaptati, ou Exaltation des pieds fortunés de la déesse.

### Éditions
- (sa + fr) Nārāyaṇa Bhaṭṭa de Melputtūr, Kṛṣṇalĩlāśuka, Bhagavatī, trad. Paul Martin-Dubost, Éditions de la Différence, coll. « Orphée », 1989.